# Ceroctis exclamationis
Ceroctis exclamationis es una especie de coleóptero de la familia Meloidae.

## Distribución geográfica
Habita en Angola y en los territorios que antes se llamaban Rodesia.